# 让-吕克·赖策
让-吕克·赖策（法語：Jean-Luc Reitzer；1951年12月29日—），法國政治家、共和黨黨員。現任國民議會議員，代表上莱茵省。
在議會中，赖策擔任外交事务委员会委员。除了担任委员会的职务外，他还是法国-巴林议会友谊小组、法国-吉布提议会友谊小组和法国-土耳其议会友谊小组的成员。
2020年3月5日，赖策在2019冠狀病毒病的檢測中呈現陽性。